# Platystasius
Platystasius is een geslacht van vliesvleugelige insecten uit de familie Platygastridae.

## Soorten
- P. antennatus (Sundholm, 1956)
- P. othus Nixon, 1937
- P. transversus (Thomson, 1859)